# 1989 GE
1989 GE är en asteroid i huvudbältet som upptäcktes den 6 april 1989 av de båda japanska astronomerna Seiji Ueda och Hiroshi Kaneda i Kushiro.
Asteroiden har en diameter på ungefär 5 kilometer.